# Mario Golf: Toadstool Tour
Mario Golf: Toadstool Tour – gra sportowa na konsolę GameCube.

## Fabuła
Mario i Luigi oglądają puchar zwycięzcy w golfa. Peach i Daisy wołają braci o krótką grę. Niestety, Wario i Waluigi dowiedzieli się o grze. Zauważają Yoshiego idącego z Koopą Troopą. Waluigi chce trafić swoją piłeczkę do dołka, ale mu się nie udaje. Wtedy przychodzą Donkey Kong i Diddy Kong. Bowser w Clown Copterze ściga Waria i Waluigiego. Bracia wchodzą do zielonej rury, gdzie teleportują się do zamku Bowsera.